# 상주의용소방대 소방차
상주의용소방대 소방차(尙州義勇消防隊 消防車)는 경기도 여주시 대신면에 있는 소방 차량이다. 2008년 8월 12일 대한민국의 국가등록문화재 제399호로 지정되었다.

## 개요
이 차는 1933년형 포드 트럭에 소방 기구를 장착하여 소방차로 개조한 특수차이다. 6.25 전쟁 당시 사용하였으며, 이후 대구 소방서에서 사용하다가 1956년 상주 의용소방대로 이관되었다. 1983년경부터 금호상사에서 소유 중이며, 대한민국에 남아 있는 가장 오래된 소방차로, 특수차 도입의 역사를 볼 수 있다.

## 참고 자료
- 상주의용소방대 소방차 - 국가유산청 국가유산포털